# Karabulak (Russland)
Karabulak (russisch Карабулак, inguschisch ИльдаргӀал/Ildarghal) ist eine Stadt in der nordkaukasischen Republik Inguschetien in Russland mit 30.961 Einwohnern (Stand 14. Oktober 2010).

## Geografie
Die Stadt liegt am Nordrand des Großen Kaukasus etwa 18 km nordöstlich der Republikhauptstadt Magas an der Sunscha, einem rechten Nebenfluss des Terek.
Karabulak ist der Republik administrativ direkt unterstellt.
Die Stadt liegt an der 1894 eröffneten Eisenbahnstrecke Beslan–Grosny–Gudermes (Station Karabulakski), die jedoch wegen der Tschetschenienkriege zurzeit nicht regulär befahren wird. Südlich an Karabulak führt die Fernstraße M29 Rostow am Don–aserbaidschanische Grenze vorbei.

## Geschichte
An Stelle der heutigen Stadt entstand im 19. Jahrhundert die Staniza Karabulakskaja der Terekkosaken.
1995 erhielt der Ort das Stadtrecht, nachdem seine Einwohnerzahl durch Umsiedler und Flüchtlinge stark angestiegen war – eine Folge der Trennung der Tschetscheno-Inguschischen Autonomen Sowjetrepublik in die selbständigen Republiken Tschetschenien und Inguschetien 1991 und des Ersten Tschetschenienkriegs.
Im Juni 2004 war die Stadt eines der Angriffsziele tschetschenischer und inguschischer Rebellen während des Zweiten Tschetschenienkrieges.

### Bevölkerungsentwicklung
| Jahr | Einwohner |
| ---- | --------- |
| 1970 | 7.660     |
| 1979 | 8.779     |
| 1989 | 9.354     |
| 2002 | 31.279    |
| 2010 | 30.961    |

Anmerkung: Volkszählungsdaten

## Wirtschaft
In Karabulak gibt es eine Chemiefabrik. Momentan versucht die Inguschneftegasprom AG, die durch die Tschetschenienkriege praktisch zum Erliegen gekommene Erdölförderung in der Umgebung wieder aufzunehmen.